# Filippo Lancellotti

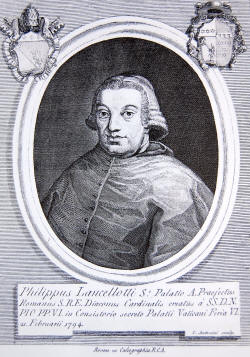
Kardinal Filippo Lancellotti (1794) als originalgetreue fotografische Reproduktion eines zweidimensionalen Kunstwerks

Filippo Lancellotti (* 17. August 1732 in Rom; † 13. Juli 1794 ebenda) war ein italienischer Kardinal der Römischen Kirche und Mitglied der Kurie.

## Leben
Er war das zweite von acht Kindern des Fürsten von Lauro Ottavio Lancellotti und dessen erster Ehefrau Maria Angelica Lante Montefeltro della Rovere. Durch seine Mutter war er ein Großneffe des Kardinals Federico Marcello Lante della Rovere. Er zeigte früh eine Neigung zum geistlichen Amt und absolvierte entsprechende Studien. Unter Papst Benedikt XIV. wurde er Apostolischer Protonotar und Kanoniker der Vatikanbasilika. Nach verschiedenen Stationen in der Kurie wurde er im November 1778 Auditor der Römischen Rota. Im Dezember 1786 wurde er Pro-Präfekt und im Januar 1787 Präfekt des Apostolischen Palastes.
Im Konsistorium vom 21. Februar 1794 ernannte ihn sein Onkel Papst Pius VI. zum Kardinaldiakon. Den Kardinalshut und die Titeldiakonie konnte er jedoch nicht mehr entgegennehmen.
Filippo Lancellotti starb am 13. Juli 1794 in Rom nach kurzer Krankheit und wurde in der dortigen Kirche Sant’Ignazio beigesetzt.